# Noiserv
Noiserv é um projeto musical de David Santos.

## História
Em 2005, Noiserv ganha forma quando David Santos decide gravar algumas ideias num álbum demo. Meses mais tarde, esses três temas são editados na internet, pela Merzbau.
Em 2008, Noiserv edita o seu primeiro longa-duração, One Hundred Miles from Thoughtlessness, disco incrivelmente bem recebido pelo público, pela imprensa e crítica, e que, atualmente, vê esgotada a sua terceira edição. [carece de fontes?]
Já em 2009, sucederam-se as aparições em palcos estrangeiros, nomeadamente na Alemanha, Áustria, Inglaterra, Escócia. Um percurso internacional que, estando ainda no início, foi, também em 2009, complementado com a edição de um single (7”) pela editora escocesa Autumn Ferment Records.
Conta já com a presença em alguns dos mais carismáticos palcos nacionais como Coliseu dos Recreios, Coliseu do Porto, Cinema S. Jorge, Santiago Alquimista, Galeria Zé dos Bois, Music Box, tendo partilhado o palco com nomes incontornáveis como Perry Blake, Camera Obscura, Bill Callahan, I Like Trains, Tara Jane O’neil, Yndi Halda, Your Ten Mofo, Julianna Barwick, The Swell, Damon & Naomi, entre muitos outros.
Numa entrevista dada ao iOnline, diz:
| “ | (...) se tivesse nascido música gostava de ter sido feito pelos Sigur Rós e que a haver uma banda sonora, seria com uma dos Radiohead ou do Yann Tiersen, uma qualquer do Eddie Vedder mais umas quantas dos Explosions in the Sky... Jeff Buckley... já seria um dia bem passado. | ” |

No início de Julho de 2010, Noiserv editou o EP intitulado A day in the day of the days.
Em Novembro deste mesmo ano concluiu a sua participação na banda sonora do Documentário "José&Pilar" de Miguel Gonçalves Mendes, sobre José Saramago, em que escreveu grande parte das letras, das quais "Palco do Tempo" é aquela que tem vindo a ter maior destaque.
Ainda na área do cinema, participou em 2011 no filme "Noiserv {Sessão Dupla}", de Paulo Dias, onde a partir dos temas de Noiserv, conta-se a história de três personagens com diferentes ambições. Numa viagem entre memórias e sonhos, a ficção é intercalada num filme concerto que poderia ser a banda-sonora para o dia-a-dia.
Já em 2011, Noiserv estreou a editora LebensStrasse Records com a edição de um 7" do tema "Mr. Carousel". Em Abril regressou às edições reunindo num disco duplo o "One Hundred Miles from Thoughtlessness" e o EP "A day in the day of the days" e ainda alguns extras: duas remisturas internacionais e uma colaboração portuguesa para um tema extra "Little Maestro".
Noiserv regressa em 2020 às edições discográficas com um trabalho escrito inteiramente em português. “Uma Palavra Começada Por N” assume um tom mais confessional que os registos anteriores e aproxima-se ainda mais do ouvinte através da sonoridade que sempre o caracterizou aliada à sua língua materna.

## Influências musicais
De entre as influências musicais estão bandas e músicos tão diferentes como Radiohead, Jeff Buckley e Elliot Smith.

## Discografia
EP
- 2005 - 56010-92
- 2010 - A Day in the Day of the Days

Longa-duração
- 2008 - One Hundred Miles from Thoughtless
- 2013 - Almost Visible Orchestra [A.V.O]

- 2016 - 00:00:00:00
- 2020 - Uma Palavra Começada por N

7" Vinyl-Single
- 2009 - Bullets on Parade
- 2011 - Mr. Carousel

## Obras Literárias
- 2021 Três-Vezes-Dez-Elevado-a-Oito-Metros-por-Segundo